# تمرد روبرت باراثيون
تمرد روبرت باراثيون أو ثورة روبرت باراثيون (بحسب السياق) (بالإنجليزية: Robert's Rebellion) وتُعرَف أيضاً باسم حرب المغتصب، هيَ حربٌ خياليّة ذُكرت في سلسلة روايات أغنية الجليد والنار من تأليف جورج ر. ر. مارتن، ومسلسل HBO التلفزيوني صراع العروش. وهي واحدة من الحروب المهمّة التي أثّرت على سيرِ الأحداث في القصّة. كانت تمرّداً مُنظماً ضد آل تارجارين بتحريضٍ من إدارد ستارك وجون آرن وروبرت باراثيون التي سُمّيت باسمه.
استمرّت الحرب ما يُقارب من عام. وانتهت بمقتل آخر ملوك سلالة آل تارجارين واستيلاء آل باراثيون على العرش وتنصيب روبرت باراثيون ملكًا للممالك السبعة.

## خلفية تاريخية

### بطولة هارنهال
في عام 281 بعد الفتح، أُقيمَت بطولة في مدينة هارنهال بضيافة اللورد والتر وينت. وقد أتى العديد من النُبلاء من كافّة أنحاء الممالك السبعة لحضور البطولة من بينهم وريث مدينة وينترفل براندون ستارك وإخوته إدارد وليانا وبنجن ستارك. وكان أبرز الحاضرين هو الملك إيريس الثاني تارجارين وابنه الأمير ريجار، إذ لم يغادر الملك إيريس قلعته الحصن الأحمر في كينجز لاندنج منذ عام 277.
أُقيمَت البطولة احتفالاً بقدوم الربيع - أو كما ظنوا آنذاك - حيثُ سُمّيت تلك السنة بسنة الربيع الكاذب، بالإضافة لاجتماع الحرس الملكي للترحيب وتنصيب عضوهم الجديد السير جايمي لانستر. وبدأت البطولة وانتهت بمبارزةٍ بينَ الأمير ريجار وفارس الحرس الملكي باريستان سيلمي انتصر فيها الأمير. وكان من المعتاد أن يقوم الفائز بإهداء المرأة التي يُحبّها وردة الحب والجمال. فقام ريجار بعد انتصاره بإهداء وردة الحب والجمال إلى ليانا ستارك بدلَ زوجته إيليا مارتل في ما عُرِفَ لاحقاً بـِ اللحظة التي ماتت عندها جميع الضحكات.

### اختطاف ليانا ستارك
بعد وقت غير معروف، اختطف الأمير ريجار ليانا ستارك، في الوقت نفسه كان براندون ستارك متواجد في ريفررَن للزواج من كاتلين تالي، وعند سماعه بالخبر قاد فَرسه متوجّهاً إلى كينجز لاندنج مع مُرافقيه إيثان غلوفر وإلبيرت آرن - وهو ابن أخ جون آرن - وأصدقاء آخرين. عند وصولهم لبوابة القلعة، لم يكن ريجار هناك، وعند سماع الملك إيريس بالنبأ قام باعتقالهم بتهمة التآمر لقتل الأمير. وقام باستدعاء آبائهم جميعاً للمثول أمام المحكمة. في الوقت ذاته كان اللورد ريكارد ستارك متوجّهاً نحوَ ريفررن لحضور زفاف ابنه براندون. وعند وصول الأنباء تابع طريقه نحو العاصمة برفقة مئتي فارس. ولكن لم يعد أحد منهم للشمال حيث قام الملك بإعدامهم جميعاً عدا إيثان غلوفر.
خلال المحاكمة، طالب ريكارد ستارك بمحاكمةٍ بالنزال، فوافق الملك لكن ليس بالشكل الاعتيادي، حيث أن من يُمثّل الملك في المبارزة هي النار. قام الملك بصلب ريكارد ستارك في قاعة العرش وأضرم فيه النار وقام بالوقت نفسه بربط براندون من رقبته بحبل قصير ووضع سيفاً بعيداً عن متناوله، فكان كلما اقترب للوصول للسيف يديق الخناق على رقبته، فحاول الوصول للسيف ليقطع الحبال عن والده ليعيش، لكن والده مات حرقاً ومات براندون خنقاً.
ثم قام إيريس بإرسال أمرٍ إلى جون آرن سيّد الوادي بقتل وإرسال رأس اللورد روبرت باراثيون خطيب ليانا ستارك، وأخيها نيد ستارك الذي أصبح لورد الشمال بعد مقتل والده وأخيه الأكبر . حيث كان نيد وروبرت متواجدين في العش معقل ال آرن عند اللورد جون آرن، لكن جون رفض، وبدلاً من ذلك رفع رايات آل آرن مُعلناً الثورة ضدّ الملك المجنون وكان وتبعه بالثورة آل تلُي سادة ريفرون وسادة بلاد الروافد وآل براثيون سادة بلاد العاصفة وآل ستارك سادة الشمال.

## الثورة

نظرة عامّة حول سيرِ المعارك خلال التمرّد، حيث يُمثّل رقم 1. معارك قلعة الصيف. 2. معركة آشفورد. 3. معركة الأجراس. 4. معركة الثالوث. 5. كينجز لانديج 6. ستورمز إند. وتُمثّل ألوان الأسهم تحرّكات جيش: باراثيون. ستارك. تايريل. لانستر. تارجارين

### الاستحواذ على مدينة النوارس
بدأ القتال في التمرد في منطقة وادي آرن، حيثُ نادى اللورد جون آرن حملَة راياته وحُلفاءه من العوائل ولكن لم يستجب الجميع له. حيث أن آل جرافتونت بقيادة اللورد مارك جرافتونت ومن يُحالِفه أبقى ولاءه للملك وريجار تارجارين. واستدعى لورد جرافتونت حُلفاءه لمنع المُتمرّدين من دخول ميناء مدينة النوارس. ومع إغلاق الميناء، قرّر إدارد ستارك العودة للشمال وذلك بعبوره لجبال القمر وصولاً إلى جُزر الأصابع حيث عليه العثور على صيّادٍ ما لنقله من الخليج الناهش. كما يمكنه استدعاء حملة راياته.
سقطت دفاعات المدينة بعدئذٍ في مدّة غير معروفة، وذلك خلال معركة دارت حيث قام روبرت باراثيون بقتل مارك جرافتونت. وأبحر روبرت بعدها إلى أراضي العاصفة لاستدعاء حُلفاءه.

### معارك قلعة الصيف
كما حدث في الوادي، عندما استدعى روبرت باراثيون حُلفاءه فلم تقف جميع العوائل بصفّ آل باراثيون. المعركة الأولى والرئيسية في أراضي العاصفة كانت معركة عند قلعة الصيف. وكانت عبارة عن ثلاث معارك وقعت في يومٍ واحد، خطط لوردات آل جرانديسون وكافيرن وفِل جمع قوّاتهم والانطلاق نحو قلعة الصيف، ومن هناك ينطلقون نحو مدينة ستورمز إند معقل آل باراثيون. عَلِم روبرت بذلك بفضل جواسيسه، فانطلق مع فرسانِه ومُرافقيهم نحول قلعة الصيف وهاجم كُل عائلةٍ على حذى.
قُتِل لورد فِل في أرض المعركة، وقام روبرت بأسر لورد آل جرانديسون وكافيرن وسيلفراكس ابن اللورد فِل ونقلهم إلى ستورمز إند ثُم حينما عاد أطلق سراحهم. حيث صاروا حُلفاءه وموالين له من جديد. وبعد انتصاره في المعارك، صار روبرت قادراً على التوجّه نحو الشمال للانضمام لحلف إدارد ستارك وجون آرن.

### معركة آشفورد
المعركة الرئيسية الثانية هي معركة آشفورد. روبرت خرج من ستورمز إند تاركاً أخاه الأصغر ستانس براثيون في حمايتها. في آشفورد، قطع اللورد رانديل تارلي الطريق أمام قوّات روبرت، حيث كان اللورد تارلي أول الواصلين من حُلفاء الملك، حيث هزمَ جيشَه جيش آل باراثيون قبل وصول اللورد ميس تيريل بقوّاته الرئيسية إلى الريتش. واضطّر روبرت بالانسحاب بجيشه خلال المعركة، وقُتِل اللورد كافيرن من قِبلَ راندل تارلي، الذي أرسل رأسه إلى الملك إيريس الثاني. وتمكّن روبرت وما بقيَ من قوّاته من الفرار من الاعتقال. وبعد المعركة، قاد ميس تيريل قوّاته نحو ستورمز إند وحاصرها ما يُقارب العام.
بعد المعارك في أراضي العاصفة، رأى الملك إيريس أن ساعِده أوين ميريويثر سيء، وكان يعتقد أن ميريويثر له علاقة بالتمرّد الذي حصل. ونتيجة لذلك، جُرّد أوين من ألقابِه وأملاكه وتم نفيه. وبدلاً منه صار اللورد جون كونينغتون ساعد الملك الجديد.

### معركة الأجراس
يتمكّن إدارد ستارك من الوصول لوينترفيل حيث استدعى حَمَلة راياته. ثم توجّه جنوباً مع جيشِه وانضمّ إلى جون آرن. وحاولا التفاوض مع اللورد هوستر تالي لينضمّ إليهم.
بعد الهزيمة التي تعرّض لها روبرت في آشفورد، انسحب بقواتة متوجهاً إلى بلاد الروافد لمدينة المعبد الحجري. في هذا الوقت أيضاً قاد اللورد جون كونينغتون جيش التارجارين وتوجهوا نحو بلاد الروافد، ووصلوا مدينة المعبد الحجري، وبدأت القوات الملكية في البحث عن روبرت براثيون بعد أن عرض اللورد كونينغتون مكافأة كبيرة لمن يقبض عليه حياً لكن لم يجده أحد. وصل الدعم إلى روبرت، حيث وصل ند ستارك مع جيش الشمال، واللورد هوستر تالي مع حمَلة راياته. قبل بدء المعركة بدأ أهل المدينة بدق الأجراس لتنبيه الناس بأن يلزموا بيوتهم لبدء المعركة، لذلك سُمّيت بمعركة الأجراس. اتحد الجيش الثوري وواجهوا جيش التارجارين، وظهر روبرت براثيون في هذا الوقت وتقاتل الجيشان، وانتصر الثوريين على جيش التارجارين، أدرك جون كونينغتون أن المعركة أصبحت خاسرة، فتراجع بنجاح إلي كينجز لاندنج.
لم يقبل الملك إيريس نتيجة المعركة. فنفي ساعِدَه وصادر ممتلكاته. وبسبب هذه المعركة أدرك الملك أن روبرت باراثيون ليس مجرد لورد خارج على القانون ليتم سحقه بتهاون، لكنه أكبر تهديد واجه عائلة تارجارين منذ مدة طويلة جداً. بعد هذه المعركة توجه روبرت والمتمردون شمالاً، بينما أرسل الملك اثنين من حرسه الملكي هما اللورد جونثور داري واللورد باريستان سيلمي إلى مدينة المعبد الحجري لجمع من وجدوه من القوات الموالية.
بعد المعركة عاد ريجار تارجارين من الجنوب واقنع الملك بطلب المساعدة من تايوين لانستر. ومع مقتل إلبرت آرين ودينيس آرين، تمكن هوستر تالي من ترتيب زواج سريع بين اللورد جون آرن وابنته ليزا تالي، وفي حفلٍ ثُنائي، تزوج إدارد ستارك وجون آرن كاتلين وليزا تالي.

### معركة الثالوث

مشهد تخيّلي لمواجهة روبرت باراثيون وريجار تارجارين خلال معركة الثالوث. الصورة من رسم جستن سويت، من كتاب عالم الجليد والنار.

أعلن روبرت قبيل معركة الثالوث مطالبته بالعرش الحديدي، وقاد القوّات المشتركة من متمردي آرين وباراثيون وستارك وتَلي. عادَ وريث إيريس، ولي العهد ريجار تارجيريان من دورن لقيادة الجيش الملكي. قام إيريس بشكل فظ بتذكير آل مارتيل بأن الأميرة ايليا بعهدته، وأرسل عمّها ليوين مارتيل أمير الحرس الملكي لتولي قيادة العشرة آلاف جُندي دوروني الذين يعبرون طريق الملوك، وينضم بهم لجيش ريجار الملكي على الطريق نحو نهر الثالوث. في ذات الوقت، أُرسِلَ السير باريستان سيلمي والسير جونثور داري لإعادة تجميع قوى اللورد كوننجتون المبعثرة. إضافة إلى ذلك أقنع ريجار والده ليطلب المساعدة من يَد الملك السابق اللورد تايوين لانستر. وبقيادة أكثر اللوردات ولاءً مايس تيريل وباكستر ريدوين؛ انطلق اسطول ريدوين واغلب القوات المجندة من المرعى حيث كانو في حصار نهاية ستورم إند. وكذلك انضم بعض من رجال مايس لحشود ريجار.
وقعت مجريات المعركة عند تقاطع نهر الثالوث -بما سيعرف لاحقاً بـِ معبر الياقوت- عندما حاول ريجار عبور النهر في عام 283 بعدَ الفتح. قام رجال دورن بقيادة الأمير ليوين مارتيل بتهديد ميمنة روبرت براثيون. في مكان آخر خلال المعركة؛ قتلَ السير باريستان سيلمي عدة رجال. وذبح اللورد جايسون ماليستر ثلاثة من حَملة رايات ريجار تارجيريان.
بالرغم من مقتل العديد من اللوردات والفرسان وإثبات البعض لأنفسهم أثناء القتال، إلا أن ما حسم المعركة كان مواجهة روبرت وريجار لبعضهم على ظهر أحصنتهم في الجدول. حطّم روبرت بنهاية المطاف صدر ريجار بضربة من مطرقته. كانت الضربة قوية لدرجة جعلت الياقوت الذي يزيّن درع ريجار يتناثر في كل مكان ليغطي نثاره النهر معطياً معبر الياقوت اسمه. وبلا قائد تقهقر الجيش الملكي وفرَّ عائداً إلى كينجز لاندنج. وكان باريستان على وشك أن يموت عندما مَثُلَ أمام روبرت، وبالرغم من نصيحة اللورد روز بولتون بقتله، روبرت عفى عنه وأرسل مايستره الخاص للاعتناء بجروحه. منحَ اللورد ويمان مانديرلي عرين الذئب للسير بارتيموس كمكافأة على إنقاذه أثناء المعركة. الطريق أصبَح مفتوحاً نحو العاصمة، فقاد إدارد ستارك الجيش مُتّجهاً نحوها بسبب إصابة روبرت.

### معركة ماندر
سيّد جزر الحديد كويلون جريجوي والذي كان مازال مُحايداً، بعدَ أن أُبلِغَ نبأ وفاة ريجار، حاول أبناؤه إقناعة للانضمام لجيش المُتمرّدين. وبسبب زحف جيش آل لانستر الغير معروف ولائهم حتّى اللحظة بَقيَ مُعظم أسطول بني حديد في جُزرهم، بينما قادَ كويلون خمسينَ سفينة متوجّهاً نحو المرعى. وقد استولى آل جريجوي على بعض السفن وداهموا بعض المدن والقرى. وفي نهر ماندر وقعت معركةٌ بمواجهة أسطوليٍ غير معروف، قُتِلَ على إثرها اللورد كويلون، ليقود وريثه بالون أسطوله عائداً إلى جزر الحديد.

### نهب كينجز لاندنج
خلال معركة الثالوث، كان الملك إيريس قد جهّز بالفعل لمؤامرته الشرسة. غير أن ساعِدَ الملك، اللورد كارلتون شيلستد، أصبح يشك في نهاية المطاف من كثرة زيارة الخيميائيين للملك. وعندما اكتشف خُطّة الملك، حاول تغيير رأيه، وعندما فشل في ذلك، اختار الاستقالة من منصبه. لهذا، قام إيريس بحرقه وهو على قيد الحياة. وبعد معركة الثالوث، نصّب الملك آيرس ساعِداً جديداً له وهو روسارت، الخيميائي المفضل لديه. وقال أنه سيكون ساعده لمدة أسبوعين فقط. وفي الوقت نفسه، أرسل إيريس زوجته، الملكة ريلا، ووريثه الجديد ابنهما الثاني، الأمير فيسيريس، إلى قلعة دراغونستون لضمان سلامتهم، حيث ستتوفر لهم الحماية بين الآخرين. سير ويليم داري، الضابط البحري المسؤول عن الأسطول الملكي وعن قلعة ريد كييب،. ورفض إيريس السماح لزوجة ريجار، الأميرة إيليا مارتل، وأطفالها رينيس وإيجون، بمغادرة المدينة، وأبقاها بجانبه بدلاً من ذلك.
تُعتَبر معركة الثالوث من قبل الكثيرين المعركة الحاسمة للحرب، حيث أن مدينة كينجز لاندنج كانت لاتزال صامدة إلى أن جائت حادثة نهبها المعروفة عام 283 والتي تعتبر آخر معركة كبرى في الحرب. ولأن روبرت باراثيون قد أصيب بجروح في المعركة، قام اللورد إدارد ستارك وجيشه باللحاق بفلول جيش ريجار، الذين فروا إلى العاصمة. وأما اللورد تايوين لانستر، الذي رفض القتال وبَقي على الحياد حتى ذلك الحين، فقد ظهرعلى أبواب قلعة كينجز لاندنج مع جيش من اثني عشر ألف رجل، وذلك قبل ساعات من وصول إدارد ستارك. وهنا أعلن اللورد تايوين ولائه للملك إيريس، وبينما قدّم اللورد فاريس المشورة للملك للحفاظ على بوابات القلعة مقفلة، اختار الملك الاستماع لمشورة الجراند مايستر بايسيل، وفتح البوابات للورد تايوين ورجاله. وعندما أصبحوا في الداخل، بدأت قوات ويستروس في نهب المدينة.
عندما أدرك أنه سيُهزم في المعركة، قام إيريس بإعطاء الأمر لروسارت بإشعال مخابئ الحرائق في جميع أنحاء المدينة، مُتمنياً أن لايترك لروبرت شيئاً سوى الرماد والعظام بحدّ تعبيره، وأعطى أمراً للسير جايمي لانستر، الابن البكر لتايوين والفارس الوحيد من حراس الملك الموجود في المدينة، لقتل تايوين وجلب رأسه إلى إيريس. بدلاً من ذلك، قام جايمي بقتل روسارت، ولأنه يعلم أن إيريس سوف يعطي الأمر ببساطة بحرق المدينة لخيميائي آخر، عاد إلى القلعة وقتل إيريس بنفسه في قاعة العرش، قبل ثوانٍ فقط من دخول جنود ويستروس للقاعة.
في الوقت نفسه، دخل سير جريجور كليجان وسير أموري لورش إلى قاعة هولدفاست لمايغور للتعامل مع بقية العائلة المالكة، ولتأمين العرش لروبرت، ولإثبات أن آل لانستر قد تخلوا عن آل تارجارين إلى الأبد. قتل جريجور الأمير إيجون تارجارين، ابن ريجار ووريثه إلى العرش أمام أمه الأميرة إيليا مارتل، ثم اغتصب وقتل إيليا نفسها بينما لايزال دم إيجون وبقايا دماغه على يديه. ثم سحب أموري الأميرة رينيس تارجارين من تحت سرير والدها وقتلها طعنا خمسين مرة.
وعندما وصل إدارد ستارك إلى المدينة، وجد جايمي جالساً على العرش الحديدي وجثة إيريس ملقية تحت العرش. ووصل روبرت باراثيون إلى المدينة في وقتٍ لاحق، وقدّم له اللورد تايوين جثث إيليا وراينيس وإيجون. كان روبرت سعيداً بمشاهدهم جثثاً هامدة، ولكن إدارد لم يُعجبه الأمر، وأدى ذلك إلى نقاش حاد بينه وبين روبرت، وخرج من بعدها وحده غاضباً مُتوجّهاُ للجنوب.
وفي الأيام التي تلت حادثة نهب القلعة، قام جايمي لانيستر بالبحث عن وقتل غاريغوس وبيليس، أخر خيميائيين مطلعين على مؤامرة الحرائق.

## تَبِعات التمرّد
مع أن تمرد روبرت اعتُبر قد انتهى في حادثة نهب العاصمة، فلَم تنتهي جميع المعارك. ففي الجنوب، لم يتوقف حصار ستورمز إند، وظلت ليانا ستارك مفقودة.

### نهاية حصار ستورمز اند
بدأ حصار قلعة ستورمز اند معقل آل باراثيون بعد معركة آشفورد. توجّه لورد مايس تايريل على رأس قواته إلى قلعة ستورمز اند، حيث فرض الحصار هناك قرابة العام. وقد كانت ستورمز اند تحت قيادة ستانس باراثيون، الشقيق الأصغر لروبرت. وعندما كان جنود القلعة يتضورون جوعاً ويأكلون الجرذان لضمان النجاة، قوات الريتش كانت تقيم الولائم على مرأى القلعة. تمكّن مُهرّب ما اسمه دافوس من الإبحار على محاذاة القوة المحاصرة لأسطول ريدوين التابع للريتش وقام ببيع حملوته من البصل والسمك إلى المقاومين الباقين في ستورمز اند، ليتمكن من منعهم من اللجوء إلى أكل بعضهم البعض. إمدادات الطعام التي وصلت مع دافوس مكنت قلعة ستورمز إند من الصمود مدة كافية إلى حين وصول إدارد ستارك من العاصمة لرفع الحصار عنها. في نهاية المطاف أخفض لوردات الريتش رايتاهم بسرعة وانسحبوا.

### نزال برج البهجة

برج البهجة كما ظهر في حلقة الحانث بالعهد من مسلسل صراع العروش.

بعد رفع الحصار عن ستورمز إند، تابع اللورد إدارد ستارك طريقه جنوباً مع ستة مرافقين: هاولاند رييد، واللورد ويلام دستن، وإيثان غلوفر، ومارتن كاسل، وثيو وول، والسير مارك ريزويل. بالقرب من الجبل الأحمر في دورن، وجدوا ثلاثة من الحرس الملكي لإيريس تارجارين: اللورد القائد جيرولد هايتاور، والسير آرثر دين، والسير مارك ريزويل. وقد كانوا يحرسون البرج الذي اعتاد الأمير ريجار أن يُطلق عليه اسم برج البهجة. نشب القتال بين السبعة الشماليين وأفراد الحرس الملكي الثلاثة، ولم ينج منهم جميعاً إلا إدارد ستارك وهاولاند رييد.
وحين صعدَ إدارد للبرج وجد أخته ليانا، ليانا جعلت إدارد أن يقسم لها عهداً ما، وماتت بعد ذلك بقليل وأخوها بجانبها. قام إدارد بهدم البرج لاحقاً ليصنع من حجارته ركاماً لقبور الثمانية الموتى. بعد ذلك تابع مسيره جنوباً، إلى قلعة ستارفول معقل آل دين حيثُ سلّم السيف المصنوع من الفولاذ الفاليري الخاص بآرثر دين إلى أخته، السيدة أشارا دين.

### احتلال دراغونستون
بين معركة الثالوث ونهب العاصمة، الملكة ريلا تارجرين، ووريث إيريس الجديد الأمير فيسيرس تارجارين، تم إرسالهم لجزيرة دراجونستون مع قائد الحرس السير ويلم داري، هناك تم تتويج الأمير فيسيرس من قبل أمه، بينما في ويستروس بدأ ستانيس باراثيون ببناء أسطول ملكي جديد لقيادة الهجوم على دراجونستون.
في سنة 284 بعد الفتح، بعد تسعة أشهر من المغادرة لدراجونستون، ماتت ريلا في فراش الولادة بعد أن أنجبت دنيرس تارجارين، وذلك أثناء عاصفة دمرت أسطول التارجارين الذي كان يرسي بالجزيرة. أغلبية الأسطول تم تدميره وأسطول عائلة براثيون الجديد كان يستعد للإبحار إلى الجزيرة. كانت حاشية آخر معاقل آل تارجارين مستعدة لبيع الأطفال للملك الجديد روبرت، لكن قبل وصول ستانيس براثيون لدراجونستون، قام السير ويلم داري وأربعة رجال مخلصين بتهريب الأطفال فيسيرس ودنيرس ومرضعتها إلى مدينة برافوس الحرة، حيث بقوا هناك لبضعة سنوات، بينما نجح ستانيس في قيادة الهجوم على دراجونستون، سخط عليه أخيه روبرت لانه سمح لدراي والاطفال بالهروب.

### بدء حكم آل باراثيون
بعد انتهاء التمرّد، توِّجَ روبرت باراثيون ملكاً جديداً للممالك السبعة. وعيّن جون أرين ساعِداً له. لم يرغب روبرت بالزواج بعد موت خطيبته ليانا ستارك، لكن جون أرين أقنعه بخلاف ذلك بإبلاغه أن المملكة بحاجة إلى وريث. اقترح أرين ابنة اللورد تايون لانستر، سيرسي، لأن الزواج سوف يضمن دعم تايون، إذا ما حاول فيسيرس تارجارين استرداد العرش. تزوج روبرت وسيرسي عام 284، وقد وصف المايستر ياندل الزواج بـ «أول فعل» لروبرت كملك.

### مقاومة الدورنيين
موت الأميرة إيليا مارتيل وطفليها رينيس وإيجون تارجارين، أثار غضب آل مارتيل. شقيق إيليا الأصغر، الأمير أوبرين مارتيل، حاول إشعال غضب دورن لإقصاء فيسيريس. أُرسِلتَ الرسائل عن طريق كلا من الغربان والرسل، ولكن بقيت محتويات تلك الرسائل سرية. ساعد الملك جون آرن، ذهب إلى دورن بعد سنة من تاريخ الثورة ليعيد عظام الأمير ليوين مارتيل. و قد جلس مع دوران مارتيل، الشقيق الأكبر لإيليا وأوبرين وأمير دورن في الوقت ذاك. أي حديث كان عن الحرب قد انتهى بعد تلك الزيارة. لكن بالرغم من ذلك، جون آرن قد تم استجوابه بشدة خلال فترة بقائه في سنسبير عن حقيقة موت إيليا وطفليها. كما كان المئات غيره قد تم استجوابهم.
على الرغم من انتهاء ما يتعلق بالحرب في دورن، لكن دوران كان يخطط سراً مع أخيه أوبرين لإعادة حكم التارجارين.